# NGC 6501
NGC 6501 is een spiraalvormig sterrenstelsel in het sterrenbeeld Hercules. Het hemelobject werd op 29 juni 1799 ontdekt door de Duits-Britse astronoom William Herschel.

## Σ 2245 (HD 163640)
Vanaf de aarde gezien bevinden de stelsels NGC 6501 en NGC 6500 zich allebei schijnbaar net ten westen van de dubbelster Struve 2245 (Σ 2245 / HD 163640). Amateurastronomen kunnen Σ 2245 aanwenden als gidsobject om beide sterrenstelsels op te sporen.

## Synoniemen
- UGC 11049
- MCG 3-46-4
- ZWG 113.9
- KCPG 526B
- NPM1G +18.0529
- PGC 61128